# Балка Талівка
Балка Талівка, Талова — балка (річка) в Україні у Старобешівському й Тельманівському районах Донецької області. Права притока річки Кам'янки (басейн Азовського моря).

## Опис
Довжина балки приблизно 8,11 км, найкоротша відстань між витоком і гирлом — 7,70  км, коефіцієнт звивистості річки — 1,05 . Формується багатьма балками та загатами.

## Розташування
Бере початок на південно-східній стороні від села Сонцеве. Тече переважно на південний схід понад селом Вершинівку і на південно-західній стороні від села Чирилянське впадає у річку Кам'янку, праву притоку річки Грузький Яланчик.

## Цікаві факти
- Біля витоку балки на західній стороні на відстані приблизно 2,09 км пролягає автошлях Т 0508[3] (автомобільний шлях територіального значення у Донецькій області. Пролягає територією Донецької міськради та Кальміуського району через Донецьк — Старобешеве — Бойківське — Новоазовськ — Сєдове. Загальна довжина — 111,3 км.).
- У XIX та XX століттях на балці існували колонії та декілька водосховищ[1][2].